# Banna (Birdoswald)

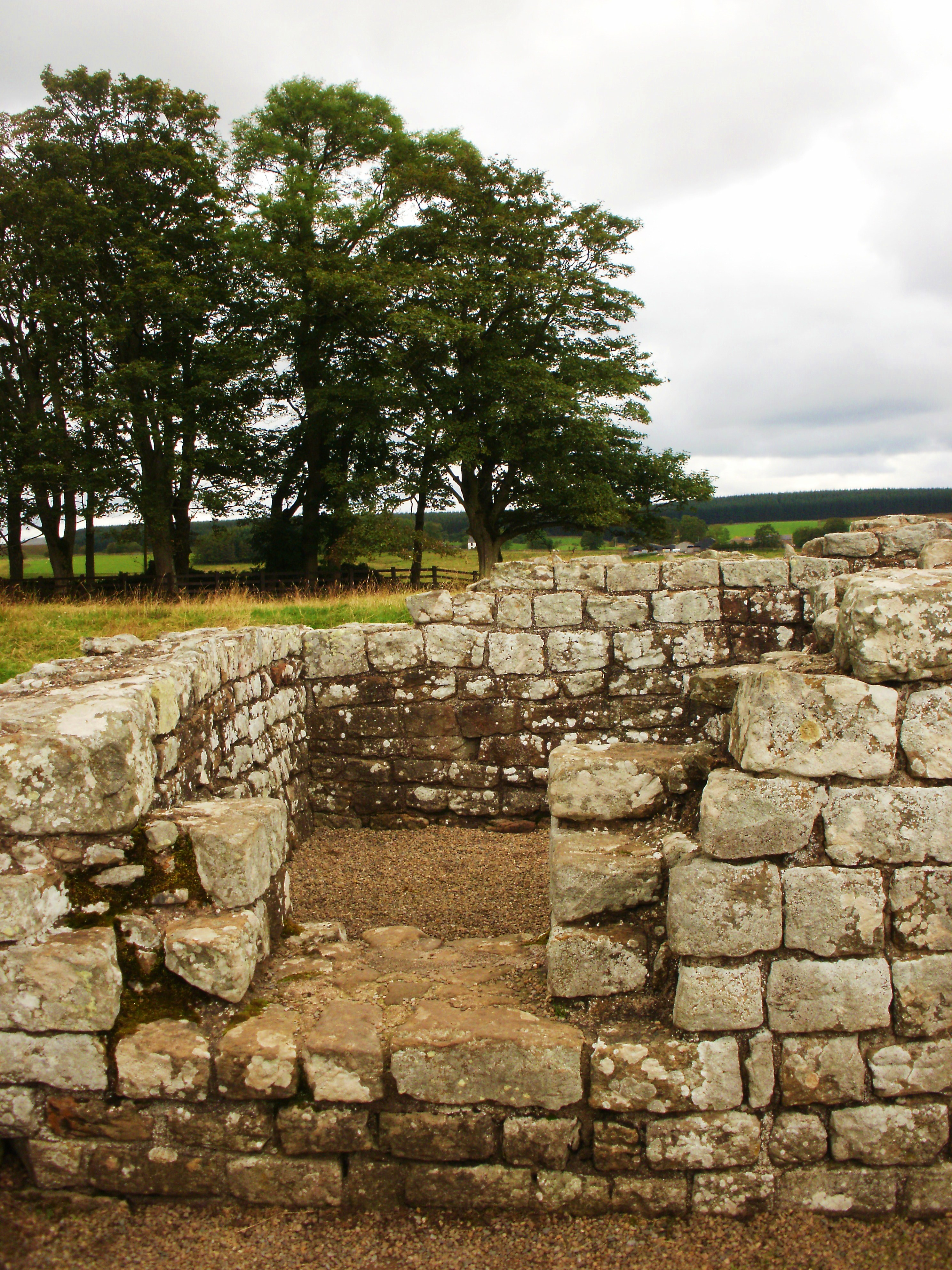
Východní brána pevnosti Banna (Birdoswald)

Banna, v moderní době známá jako římská pevnost Birdoswald, byla jednou z pevností na západním konci Hadriánova valu v římské provincii Británie. Zůstává jedinou z pevností, u níž se podařilo dokázat, že byla obývána i v době po odchodu Římanů, a probíhá zde dlouhodobý archeologický program pod vedením Tonyho Wilmotta.
Pevnost patří k nejlépe dochovaným ze 16 pevností na Hadriánově valu. Zaujímá strategickou polohu na výběžku ve tvaru trojúhelníku, který z jihu a východu ohraničují útesy. Shora se otevírá výhled na široký meandr řeky Irthing v hrabství Cumbria.
V dobách Římské říše byla známa pod názvem Banna (“roh” v jazyce Keltů). Pojmenování odráží její zeměpisnou polohu.
Rada hrabství Cumbria za správu pevnosti zodpovídala od roku 1984 do konce roku 2004, kdy péči o ni převzala organizace English Heritage (Anglické dědictví).

## Posádka a popis

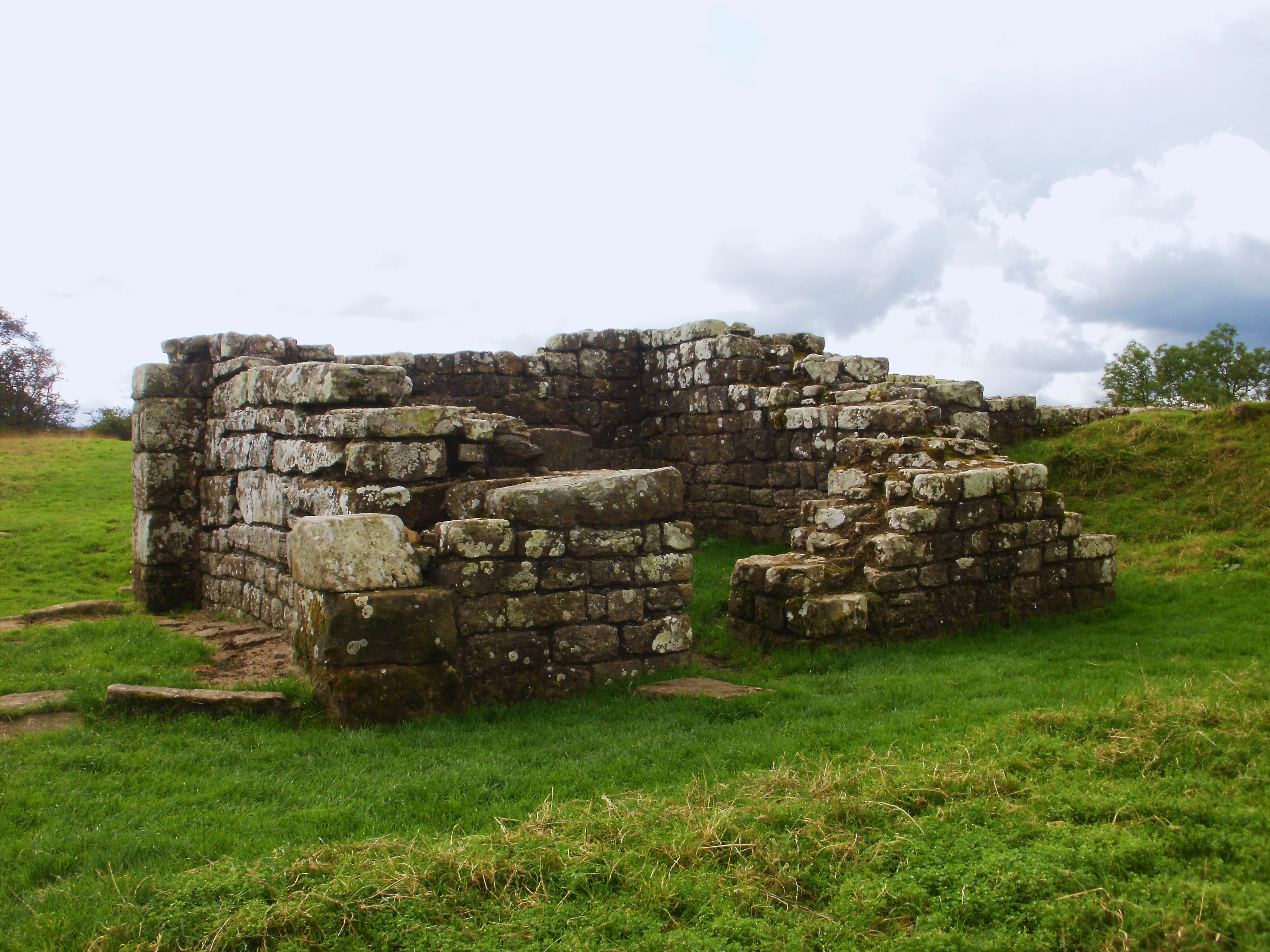
Jižní brána pevnosti Banna (Birdoswald)

V pevnosti měly základnu auxilia, některé z pomocných jednotek římské armády, a to přibližně od roku 112 do 400. V této západní části Hadriánova valu byl val z turfu, hlíny a drnů, až později z kamene (Hogan, 2007). Kamenná pevnost byla postavena o něco později než val, v běžném tvaru obdélníku, s branami na východě, na západě a na jihu. V areálu byly obvyklé kamenné domy, budova velitelství (Principia), sýpky (horrea) a kasárenské baráky. A - což bylo pro pomocnou pevnost neobvyklé - také budova pro výcvik (basilica exercitatoria), snad kvůli problémům s výcvikem vojáků v této exponované lokalitě na severu Anglie.

## Historie vykopávek
Vykopávky v této lokalitě probíhají už déle než sto let. Ve 20. století se s nimi začalo v roce 1911, kdy je vedl F. G. Simpson, a od 1927 do 1933 v nich pokračoval Ian Richmond.

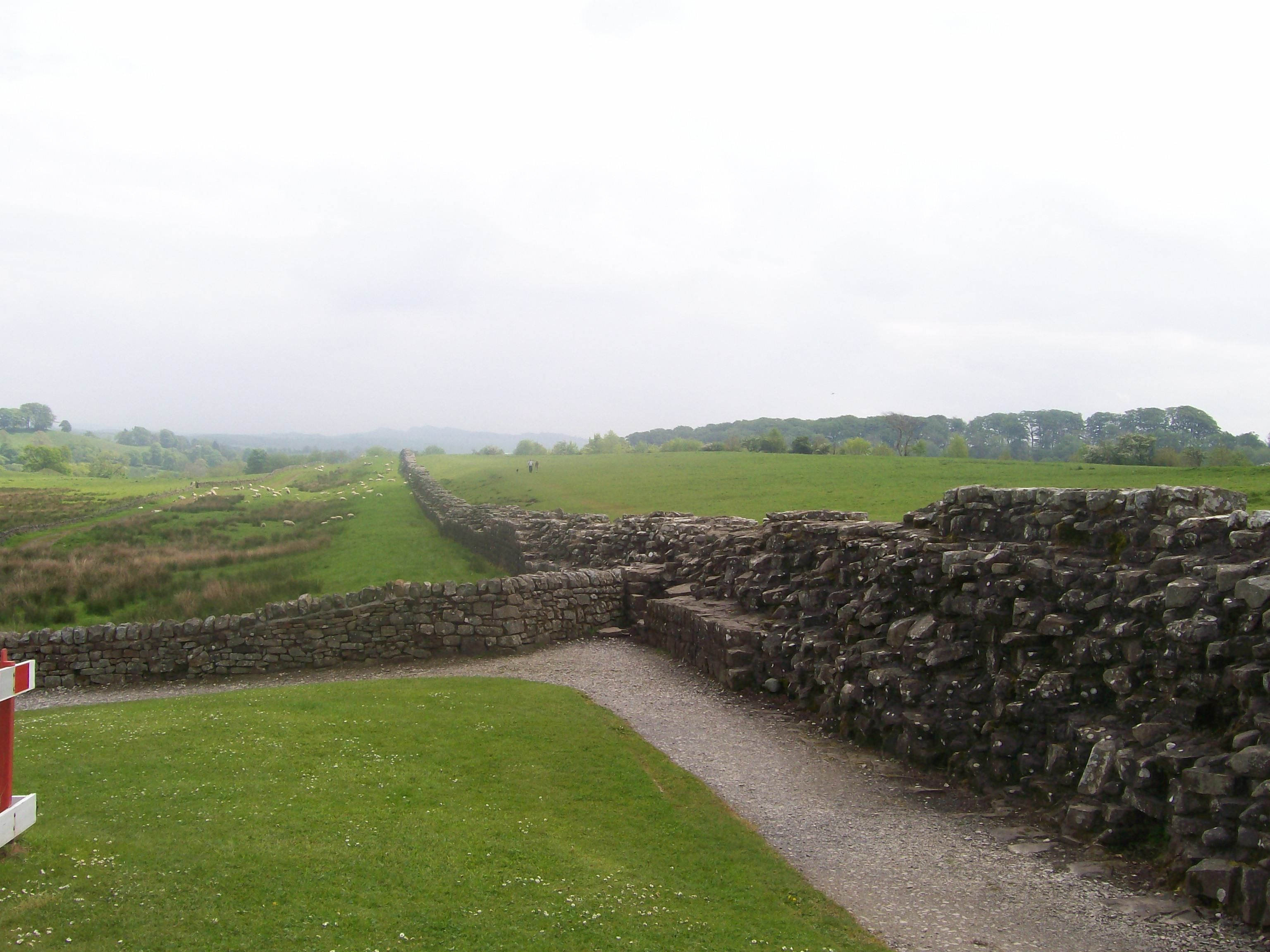
Hadriánův val u Birdoswaldu

Brány a zdi byly pak znovu vykopány pod dozorem Brendy Swinbankové a Johna Pearsona Gillama mezi lety 1949 a 1950. Vykopávky v letech 1987 až 1992 ukázaly souvislé osídlení na místě pevnostních sýpek, které trvalo od pozdního římského období pravděpodobně až do roku 500. Sýpky později nahradila první a potom druhá velká dřevostavba podobná těm z 5. a 6. století, které byly objeveny v celé řadě jiných míst v Británii. Podle názoru Tonyho Wilmotta, který práci archeologů řídil, po skončení římské nadvlády v Británii pevnost sloužila jako základna pro místní válečníky, potomky římské posádky, kteří možná po několik generací odvozovali svou legitimitu od těchto svých předků.
V letech 1997-2001 byly provedeny rozsáhlé geofyzikální průzkumy. Ukázalo se, že zbytky pevnosti pod povrchem jsou dobře zachované.
Později byly objeveny dvě civilní osady (vicus, plurál vici) různého charakteru na východní a západní straně pevnosti. Průzkumy TimeScape také zjistily, kde se v údolí řeky Irthing nacházely lázně.
Oblast mezi pevností a příkopem zkoumali v televizním programu Time Team (Channel 4) v lednu 2000. Byly vykopány pozůstatky civilní osady, která ležela mimo pevnost, ale tato část lokality je náchylná k erozi a většina civilní osady se pravděpodobně už zřítila z útesů.

## Dvě podoby valu a most
Obzvlášť zajímavý je také úsek Hadriánova valu o délce více než tří kilometrů na obě strany od Birdoswaldu. V současné době je jedinou známou částí tohoto valu, kde byl původní val z hlíny a drnů (turfu) nahrazen kamennou zdí, která vede jinudy než val původní. Když probíhala tato přestavba (pravděpodobně po roce 130), val byl posunut přibližně o 50 metrů dále na sever, aby běžel při severní stěně pevnosti.
Důvody pro tuto změnu nejsou jasné, i když David Woolliscroft (Woolliscroft, 2001) dosti hodnověrně zdůvodnil, že k tomu vedly změny při provádění signalizace. V každém případě je tato lokalita jediná, kde lze hliněný val a kamennou zeď přímo porovnat.

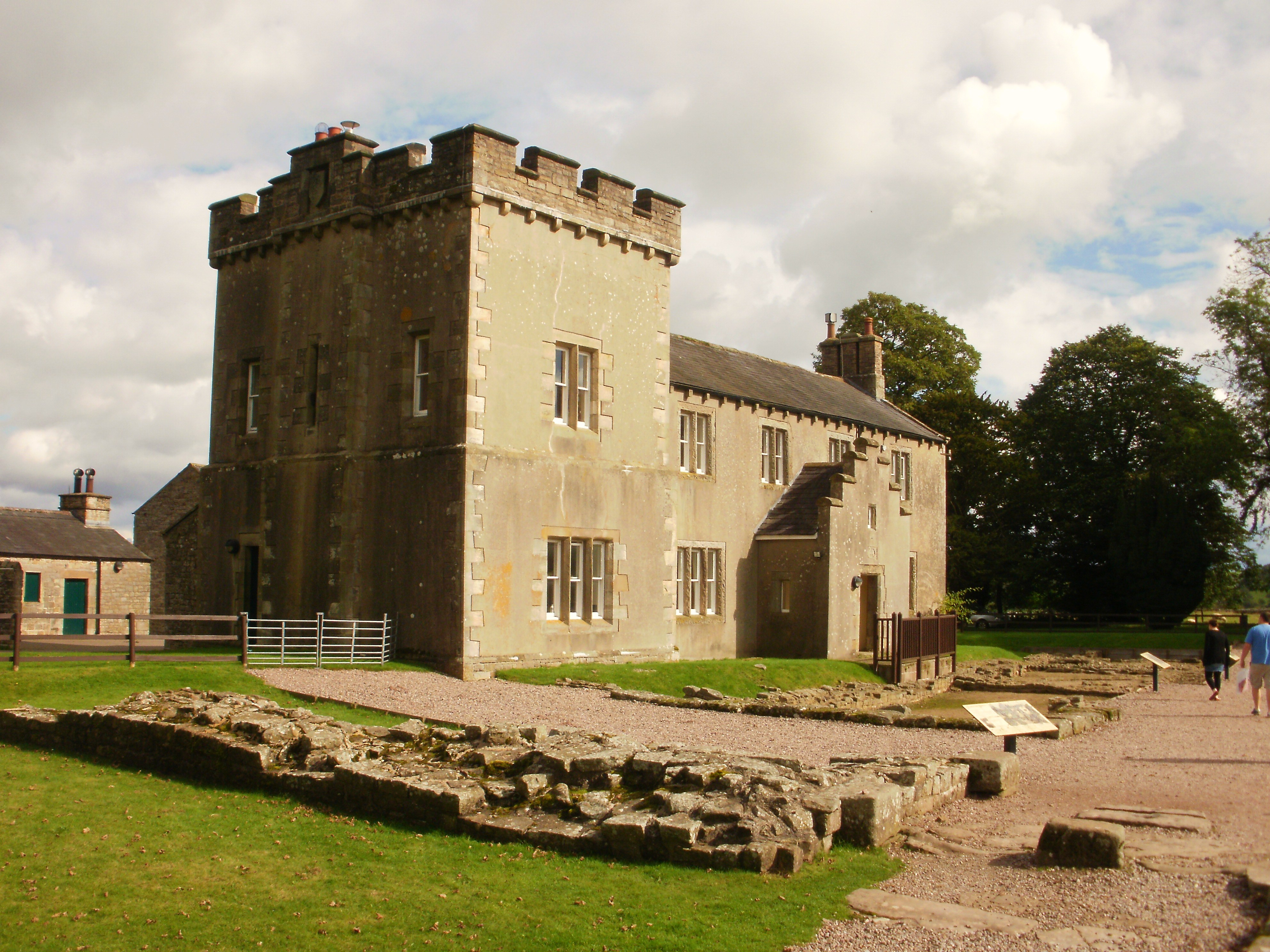
Statek z 19. století postavený na místě pevnosti

Přibližně 600 metrů na východ od Birdoswaldu, na úpatí příkopu, leží zbytky Willowfordského mostu. Po něm šel Hadriánův val přes řeku Irthing. Řeka v průběhu staletí posunula řečiště k západu, takže východní opevnění mostu se dostalo do vyšší a suché polohy, zatímco západní opevnění pravděpodobně zničila eroze. I značně změněné viditelné zbytky jsou však velmi působivé. Do roku 1996 nebyly přímo přístupné z pevnosti, ale nyní se k nim dá dojít po lávce, kterou na místo usadil vrtulník RAF Chinook.

## Maiden Way
Pevnost u Birdoswaldu byla spojena římskou silnicí známou jako Maiden Way s pevností Bewcastle, která leží o více než jedenáct kilometrů na sever. Signály mezi oběma pevnostmi mohly být předávány pomocí dvou signálních věží.

## Římská pevnost Banna (Birdoswald) v moderní době
V moderní době o pevnost pečuje organizace Anglické dědictví. Návštěvnické centrum pořádá výstavy a předvádí rekonstrukce pevnosti, exponáty o životě v římské Británii, seznamuje s historií tohoto místa v průběhu staletí a s archeologickými objevy v 19. a 20. století. Návštěvníci se mohou projít podél odhalených pozůstatků pevnosti.